# Kollafjörður (Südwestisland)
Dieser Kollafjörður ist ein Fjord im Südwesten von Island.
Der Kollafjörður befindet sich zwischen der isländischen Hauptstadt Reykjavík und ihrem Hausberg Esja. Er bildet den südöstlichsten Arm des Faxaflói.
Angrenzende Fjorde sind der Hvalfjörður im Norden und der Skerjafjörður im Süden.
Die größte Insel im Fjord ist Viðey mit etwa 1,7 Quadratkilometern. Die ebenfalls im Fjord befindliche Insel Lundey ist unbewohnt; weitere Inseln im Fjord sind Akurey, Engey und Þerney. Am Fjord liegen die Gemeinden Reykjavíkurborg, Mosfellsbær und Seltjarnarnes.
In Island gibt es noch zwei weitere Fjorde mit diesem Namen.